# Sonata para piano n.º 6 (Skriabin)

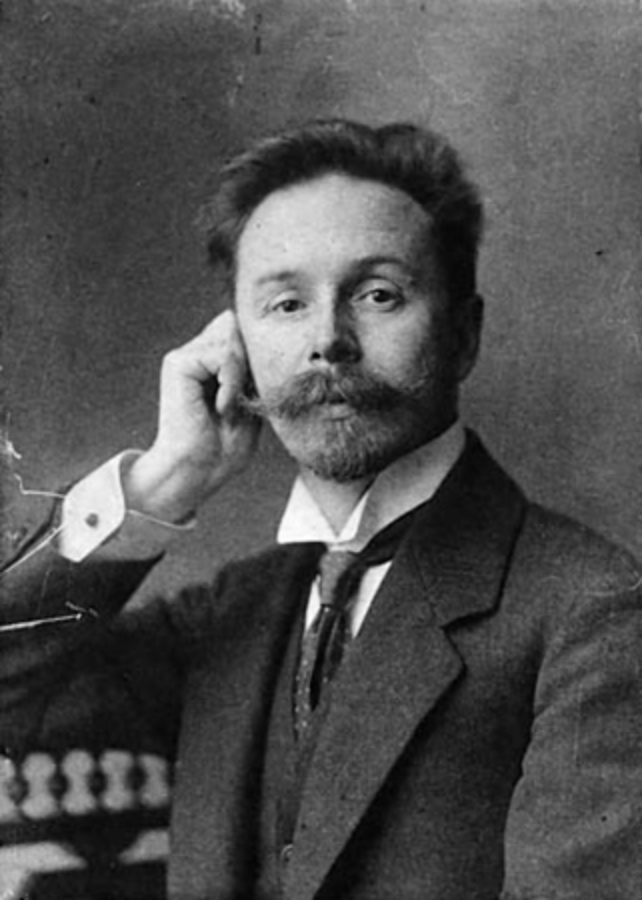
Aleksandr Skrjabin

La Sonata para piano n.º 6, op. 62, de Aleksandr Skriabin fue compuesta en 1911. Aunque fue numerada como sexta sonata, la pieza fue precedida en su composición por la Sonata n.º 7. Como todas las últimas sonatas para piano de Skriabin, la música consta de un solo movimiento y es casi atonal, aunque a veces aparece como en clave de sol. Según se informa, Skriabin nunca tocó la sonata en público porque temía a su oscuridad.
Se estrenó el 19 de marzo de 1912 en Moscú por la pianista Elena Bekman-Shcherbina.

## Estructura y contenido
La obra consta de un solo movimiento, que suele durar entre 11 y 12 minutos, y está marcada de la siguiente manera:
1. Modéré: mystérieux, concentré

El ambiente de la pieza está marcado como "mystérieux" por el compositor, pero lo más sorprendente son los repentinos momentos de horror que interrumpen su atmósfera onírica, explícitamente marcados como "l'épouvante surgit" (oleada de terror) por Skriabin. Los pasajes finales son coloridos y lánguidos, como un elaborado preludio de Debussy, pero al final se liberan fuerzas más oscuras.  Un acorde de Elektra de Richard Strauss aparece en la sonata, dándole una cualidad de pesadilla que el acorde místico de Skriabin no podría proporcionar por sí solo.
Según el biógrafo de Skriabin, Faubion Bowers, “La Sexta Sonata es una estrella inferior. Su aspecto oscuro y malvado abarca el horror, el terror y lo omnipresente desconocido. "Sólo mi música expresa lo inexpresable", alardeó Skriabin, y calificó las dulces y ásperas armonías de la Sexta como "de pesadilla... fuliginosas... turbias... oscuras y ocultas... inmundas... traviesas". Cuando tocaba fragmentos para sus amigos, miraba a lo lejos, lejos del piano, como si observara efluvios elevarse del suelo y de las paredes a su alrededor. Parecía asustado y a veces se estremecía”.
Es una de las pocas piezas que Skriabin nunca tocó en público porque la sentía "de pesadilla, turbia, sucia y traviesa".  A menudo empezaba a temblar después de tocar algunos compases para otras personas.
Es la primera obra en la que el compositor exploró el uso de la escala octatónica, una escala que tiene la estructura de alternar semitonos y tonos completos. La música exige mucho al intérprete y, a veces, la partitura musical está anotada con tres pentagramas.